# Zwänzgerle

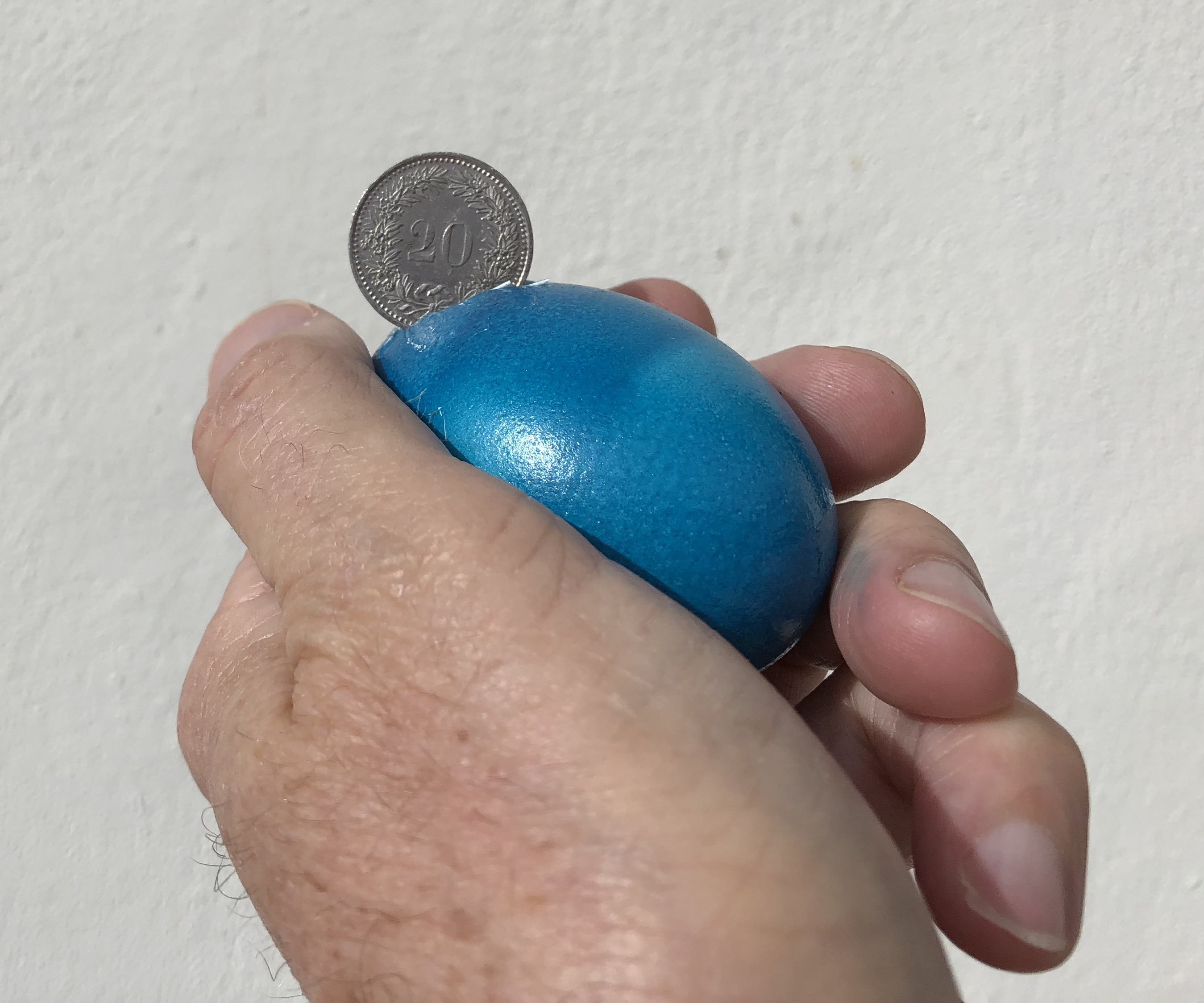
Gewonnen!

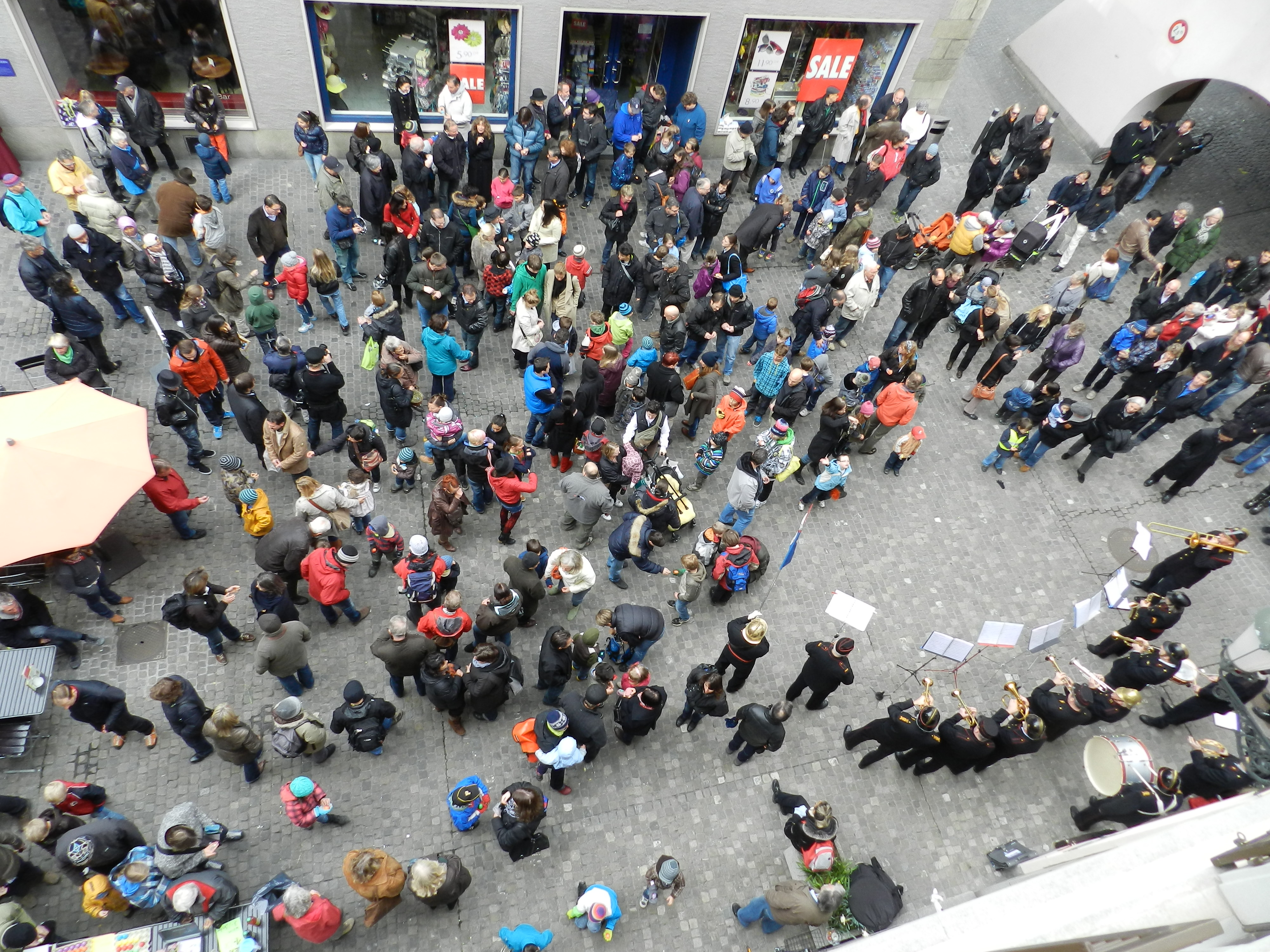
Zwänzgerle am Ostermontag 2012 auf dem Rüdenplatz in Zürich. Unten rechts die Feuerwehrmusik Altstadt.

Zwänzgerle oder Driirüere (zürichdeutsch für «hineinwerfen») ist ein Zürcher Osterbrauch. Der Brauch spielt sich wie folgt ab: Ein Kind hält einem Erwachsenen ein hart gekochtes Ei hin. Der Erwachsene versucht, ein Zwanzigrappenstück (zürichdeutsch Zwänzgerli) so zu werfen, dass es im hart gekochten Ei stecken bleibt. Gelingt das nicht und prallt die Münze ab, erhält das Kind die Münze, ansonsten darf der Werfer das Ei haben.
In Zürich ist öffentliches «Eiertütschen» seit Jahrhunderten bekannt. Das Zwänzgerle wird unter dem Namen Driirüere 1909 erstmals nachweislich von einem Besucher Zürichs beschrieben, wobei damals noch Zweirappenstücke und nicht wie heute Zwanzigrappenstücke verwendet werden. Der Brauch sowohl des Eiertütschens wie auch des Driirüerens schlief später ein und wurde vom Quartierverein des Kreises 1 rechts der Limmat im April 1960 wieder belebt.
Das Zwänzgerle findet am Ostermontag auf dem Rüdenplatz oder unter den Bögen in der Altstadt rechts der Limmat statt.